# Real Fábrica de Navíos

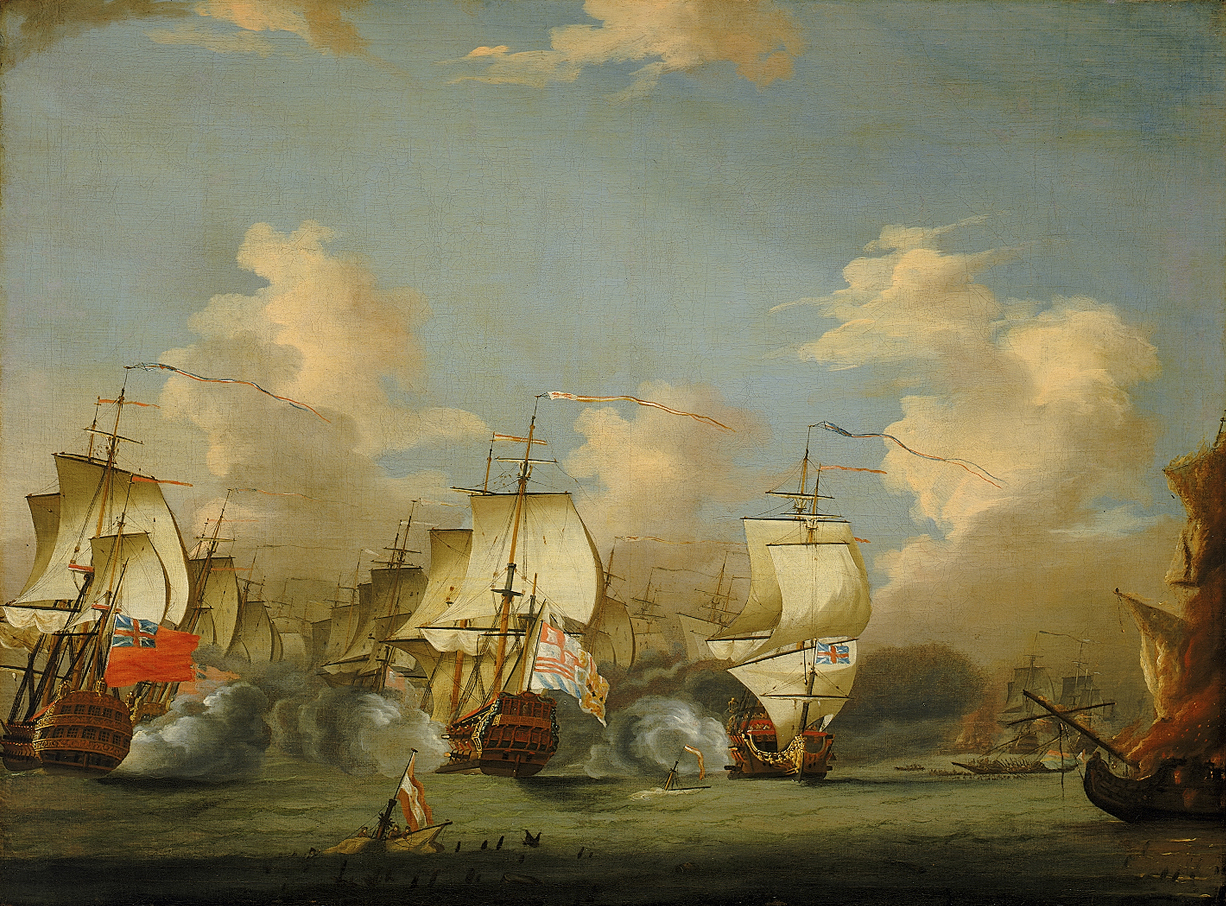
La batalla de cabo Passaro, 11 de agosto de 1718. Óleo de 1718-20 de Isaac Sailmaker en el que se ve a la capitana Real San Felipe (en el centro) rodeada de buques británicos (Museo Marítimo Nacional (Reino Unido))

La Real Fábrica de Navíos fue un astillero del siglo XVIII construido en San Felíu de Guixols. Fue mandado construir en 1716 por Felipe V, bajo la supervisión de José Patiño y cerrado en 1724.
Activo solo durante unos pocos años, en él se construyeron tres navíos de línea, de unos 50 metros de eslora, 15 de altura y 14.5 de manga, los mayores barcos de guerra construidos en la España peninsular hasta entonces, considerados los prototipos y modelos experimentales de los futuros navíos de 60 cañones de Antonio Gaztañeta:
- 1716: Real San Felipe, 80 cañones (no confundir con el Real Felipe, también de Gaztañeta). Fue la capitana[4] de Gaztañeta en la batalla del cabo Passaro (1718). Capturado por los británicos, se incendió y explotó al llegar a Mahón.[4]
- 1717: Príncipe de Asturias[5]
- 1718: San Bartolomé (Cambí),[5] 66 cañones
- 1719: Nuestra Señora de Montserrat (Catalán),[5] 70 cañones

Es posible que el primer destino de Pedro Autrán fuera este astillero, bajo la dirección de Bernardo Cambí.